# أوين كيلدير
أوين كيلدير (بالإنجليزية: Owen Kildare)‏ (11 يونيو 1864، مانهاتن في الولايات المتحدة - 4 فبراير 1911)؛ روائي أمريكي.

## روابط خارجية
- أوين كيلدير على موقع قاعدة بيانات برودواي على الإنترنت (الإنجليزية)